# Stelian Ivașcu
Stelian Ivașcu (n. 30 aprilie 1925, Orăștie — d. 28 ianuarie 2008, București) a fost un medic chirurg român, inițiator și promotor al unor tehnici inovante în chirurgia toracică, membru titular al Societății de Științe Medicale din România, director al Spitalului T.B.C Balotești (1964 – 1978) și director al Direcției Sanitare București timp de 12 ani.

## Activitatea profesională
După stagiile inițiale de pregătire realizate sub îndrumarea profesorilor Cornel Cărpinișan - Spitalul Filaret, și Voinea Marinescu - Spitalul Fundeni, își continuă pregătirea în domeniul chirurgiei cardiovasculare cu profesorii Charles Dubost, la Spitalul Broussais din Paris, William Paton Cleland, la Brompton Hospital Londra, și Logan, la Royal Infirmary Edinborough.
Întors în țară, a conceput, alături de profesorul Ioan Pop de Popa, modalitățile practice de unificare a activității din cele două domenii. A fost inițiatorul și promotorul unor tehnici speciale în chirurgia toracică: rezecția pulmonară bilaterală simultană sau în timpi succesivi, dublul drenaj pleureal în epanșamentele paraneoplazice, bronhorezecția-anastomoză, autotransplantul pulmonar prin reimplant lobar – în terapia unor forme mai rare de cancer pulmonar – realizat în premieră mondială în anul 1969 la sanatoriul Balotești, toracotomia axilară în abordul organelor intratoracice, toracotomia posterioară interscapulo-vertebrală în abordul afecțiunilor de apertură toracică și în deosebi al sindromului Pancoast-Tobias, rezecția pulmonară lărgită cu abord intrapericardic al pedicolului vascular, rezecția corpusculului intercarotidian în tratamentul astmului bronșic, hipotermia moderată în chirurgia pe torace deschis, etc., metode ce s-au constituit în subiect de studiu și elaborare a unor lucrări, monografii și filme documentare științifice, prezentate sau publicate atat pe plan intern cât și internațional.
Stelian Ivașcu a realizat la sanatoriul Balotești, în anul 1966, primul heterotransplant renal din România unui bolnav cu o severă afecțiune pulmonară (cancer) anuric, ce nu a putut fi supus unui proces de dializă renală datorită lipsei dotării tehnice necesare în unitățile spitalicești din acea vreme. Heterotransplantul a fost realizat cu fixarea în fossa iliacă dreaptă a unui rinichi recoltat de la un animal cu reluarea promptă a tranzitului urinar și supraviețuirea bolnavului 18 zile. A efectuat 27000 de intervenții operatorii și a elaborat 255 de lucrări științifice.

## Societăți savante
Stelian Ivașcu a fost membru al următoarelor societăți:
- Societatea de Științe Medicale din România,
- Uniunea Medicală Balcanică,
- Societatea Internațională Interastma,
- Asociația medicilor din România,
- Fundația Română de chirurgie toracică Torax,
- Clubul România-UNESCO.

La 28 octombrie 2004, i se decernează Diploma de Excelență pentru contribuția adusă la dezvoltarea chirurgiei toracice din România. Universitatea de Medicină și Farmacie Carol Davila din București acordă în aprilie 2005 doctorului Stelian Ivașcu Diploma de Onoare din partea Senatului Universității în semn de respect pentru activitatea medicală de excepție. De-a lungul celor 50 de ani de activitate prolifică i s-au decernat numeroase distincții și titlul de membru de onoare al Academiei Oamenilor de Știință din România.
La 19 mai 2003 Stelian Ivașcu a fost numit Cetățean de onoare al municipiului Brad pentru activitatea sa deosebită în domeniul medicinei, pe plan național și internațional.

## Activitate managerială
Doctorul Ivașcu a fost medic primar și a ocupat numeroase funcții de conducere:
- director – șef de secție Chirurgie Toracică la Sanatoriul T.B.C. Brad,
- director șef de secție Chirurgie Toracică Sanatoriul T.B.C. Moroeni,
- șef de secție Chirurgie Toracică și director Spitalul T.B.C. Balotești (1964 – 1978),
- ctitor al Spitalul Sf. Ioan din București
- director al Direcției Sanitare a capitalei 12 ani.

## Distincții
- Ordinul „Meritul Sanitar” clasa a II-a (29 aprilie 1983) „pentru contribuția adusă la înfăptuirea politicii partidului și statului de făurire a societății socialiste multilateral dezvoltate în patria noastră și rezultatele deosebite obținute în întrecerea socialistă pentru îndeplinirea și depășirea planului național unic de dezvoltare economico-socială pe anul 1982”[3]